# Streitkräfte Biafras
Die Streitkräfte Biafras (Biafran Armed Forces (BAF)) waren die militärischen Verbände der Republik Biafra.

## Organisation
Der Oberbefehlshaber der Streitkräfte war der Präsident von Biafra, Chukwuemeka Odumegwu Ojukwu, der Generalstabschef war Philip Effiong. Die Streitkräfte Biafras bestanden aus den Teilstreitkräften Heer, Marine und Luftstreitkräfte.

## Geschichte
Die Streitkräfte Biafras wurden 1967, infolge des Militär-Putsches 1966 und mit der Unabhängigkeitserklärung am 30. Mai 1967 sowie dem darauf folgenden Biafra-Krieg, gegründet und hatten anfangs 3.000 Angehörige. Im Verlauf des Krieges stieg diese Zahl auf etwa 40.000 an.
Die Ausrüstung der Streitkräfte bestand anfangs aus selbst umgebauten dänischen Steinschloss-Vorderladergewehren, die in der Mitte des 19. Jahrhunderts von Dänemark-Norwegen nach Westafrika geliefert wurden sowie Beutewaffen der Nigerianischen Streitkräfte und wurde im Laufe der Zeit vor allem um US-amerikanische und schwedische Flugzeuge sowie um tschechische Handfeuerwaffen und Haubitzen ergänzt. Es gab keine offizielle internationale Militärhilfe, aber es wurden über verschiedene inoffizielle Waffenexporte Waffen ins Land gebracht. Die damalige ČSSR beispielsweise lehnte jede Anfrage nach Waffenlieferungen offiziell und öffentlich ab, lieferte aber etwa 3.400 Karabiner und Sturmgewehre, 300 Maschinenpistolen, etwa 80 Maschinengewehre sowie tschechoslowakische modernisierte 10,5-cm-leichte Feldhaubitzen 18/40 (105 mm M 18/49).
Darüber hinaus engagierten sich verschiedene ausländische, vor allem europäische, private Berater und Söldner, wie beispielsweise Rolf Steiner, Friedrich Herz, Marc Goosens, Roger Faulques, Carl Gustaf von Rosen, Jean Zumbach, Taffy Williams, Alastair Wicks oder Mike Hoare in den Streitkräften Biafras. Rolf Steiner bildete auf Bitten der Igbo die 4th Commando Brigade und wurde dort Oberstleutnant.

## Gliederung

### Heer
Das Heer bestand aus folgenden Einheiten, die mit sechs von Nigeria erbeuteten Radpanzern aus französischer und britischer Produktion sowie einer Vielzahl von selbst gebauten oder umgebauten Zivilfahrzeugen ausgerüstet waren:
- 11. Division
- 12. Division
- 13. Division (später 15. Div.)
- 14. Division
- 101. Division
- Präsidentengarde (Brigadestärke, zum Schutz von Ojukwu)
- 4th Commando Brigade

### Marine
Biafras Seestreitkräfte bestanden aus einer improvisierten Marine, die in Port Harcourt ihr Hauptquartier hatte und vorwiegend im Nigerdelta und entlang des Niger operierte. Ihr Kommandeur war Winifred Anuku. Die Ausrüstung bestand aus erbeuteten nigerianischen Marineschiffen, umgebauten Schleppschiffen und nachträglich gepanzerten und bewaffneten zivilen Schiffen.
- BNS Vigilance (großes Patrouillenboot, Ex HMS Montford), erbeutet am 30. Mai 1967, versenkt am 10. September 1967
- NSS Bonny (großes Patrouillenboot, Ex HMS Gifford), erbeutet 1968, heute Nigerian National War Museum
- Ikwerre (ehemaliges Hafen-Schleppschiff), nachträglich bewaffnet mit 105 mm Haubitze
- PC101 (ehemaliger Hafen-Kutter), nachträglich bewaffnet mit Bofors-Kanone, versenkt Juli 1968
- PC202 (ehemaliger Hochseeschlepper), nachträglich bewaffnet mit 105 mm Haubitze, versenkt Juli 1968
- PC203 (ehemaliger Hochseeschlepper), versenkt Juli 1968
- PC204 (ziviles Schiff umgebaut zum Kanonenboot), Zulauf 1969, Verbleib unbekannt

### Luftwaffe

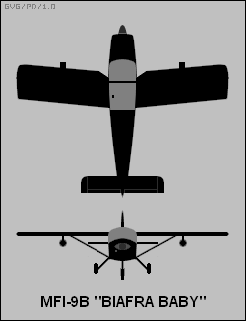
MFI-9B Biafra Baby

Biafra besaß eine kleine aber sehr effektive Luftwaffe, die große Erfolge gegen die Nigerianischen Streitkräfte verbuchen konnte. Die Kommandeure waren Chude Sokey und später Godwin Ezeilo. Beide bekamen ihre Ausbildung bei der Royal Canadian Air Force. Die Luftwaffe Biafras besaß unter anderem zwei Douglas B-26, die im Mai 1967 vom polnischen 2. Weltkriegs-Veteran Jean Zumbach beschafft und wovon eine persönlich von ihm nach Biafra überführt wurde. Zumbach wurde beauftragt die Luftwaffe Biafras aufzubauen und flog selbst bis Ende 1967 Angriffe gegen nigerianisches Militär. Im Jahr 1968 schlug Carl Gustaf von Rosen Ojukwu ein Projekt vor, bei dem kleine, leichte und günstig zu beschaffende Flugzeuge mit Raketenwerfern bewaffnet werden und zum Einsatz kommen sollen. Von Rosen bildete Piloten in Gabun aus und 1969 wurden die Biafra Babies aufgestellt, die eine Staffel, mit am Ende neun mit Raketen bewaffnete Schulflugzeuge vom Typ MFI-9B, bildeten. Zwölf ehemals französische North American T-6 wurden bis zum Ende des Krieges 1970 von ehemaligen portugiesischen Luftwaffenpiloten geflogen.

#### Flugzeuge
- 12 North American T-6 (ehemals Französische Luftstreitkräfte)
- 9 MFI-9B „Biafra-Babies“, nachträglich mit 2 Raketenwerfern, mit jeweils sechs SNEB 68-mm-Raketen (Hohlladung/panzerbrechend) bewaffnete Schulflugzeuge
- 2 Douglas B-26 „Invader“, vermittelt über den französischen Waffenhändler Pierre Laureys
- 2 North American B-25 „Mitchell“
- 1 Max Holste Broussard
- 2 De Havilland DH.104 Dove
- 1 De Havilland DH.114 Heron
- 1 Fokker F-27 (von Nigeria Airways entführt und zum Bomber umgebautes Passagierflugzeug)
- 5 Douglas C-47 und 1 Douglas DC-3 (von Nigeria Airways entführt und zum Bomber umgebautes Passagierflugzeug)
- 1 Piaggio P.149

#### Hubschrauber
- 4 Westland Widgeon
- 4 Alouette II
- 2 Alouette III
- 1 Hiller UH-12